# Teatro romano di Volterra
Il teatro romano di Volterra venne riportato in luce negli anni cinquanta da scavi archeologici condotti nella località di Valle buona da Enrico Fiumi, storico volterrano: furono utilizzati come operai alcuni ricoverati dell'Ospedale psichiatrico di Volterra, come ricordato da una targa posta all'ingresso dell'edificio.

## Genesi e costruzione del teatro

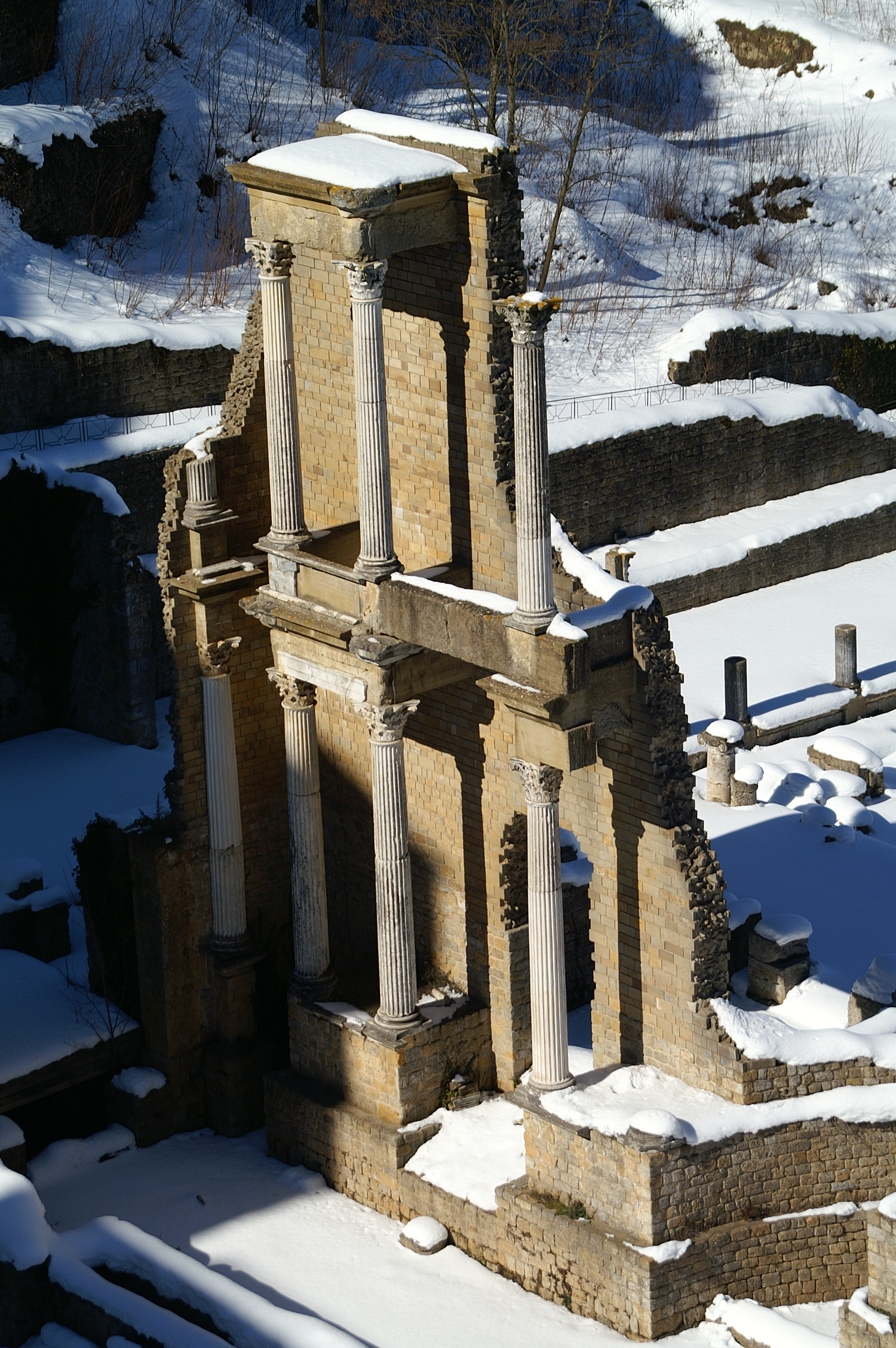
Particolare della scena

Il monumento viene datato alla fine del I secolo a.C. e la sua costruzione venne finanziata dalla ricca famiglia volterrana dei Caecina, in particolare i consoli Gaio Cecina Largo e Aulo Cecina Severo, come ricordato dall'epigrafe dedicatoria del teatro stesso, conservata nel Museo etrusco Guarnacci.
Il teatro era parzialmente scavato nel pendio naturale di un'elevazione, in analogia ai teatri greci. Infatti, questa parte della città non era occupata da costruzioni in epoca etrusca poiché vi si trovavano solamente opere di contenimento del pendio, fortemente scosceso, tanto che dei terrazzamenti furono già eseguiti intorno al II secolo a. C.: questo lo faceva un luogo adatto per la costruzione di un teatro.
Durante gli scavi sono stati rinvenuti vari sedili, realizzati in calcare locale (tufo di Pignano), con ancora incisi i vari nomi dei rappresentanti delle famiglie più influenti della Volterra romana quali i Caecinae, i Persii e i Laelii.; si sono conservate solo in parte alcune delle scalinate disposte a raggiera e realizzate con la pietra di Montecatini Val di Cecina.
La frontescena era lunga 35,98 metri (122 piedi romani) ed era costituita da due piani colonnati per un'altezza superiore ai 16 metri.
La capienza del teatro doveva aggirarsi sui 3500 spettatori viste le sue dimensioni (diametro di 60 metri per 24 gradini), paragonabile ad altri teatri, simili per dimensioni (Trieste, Djemila, Dougga).
Vi era anche un velarium, un telo sostenuto da corde che copriva l'intera area del teatro, poiché rimangono tracce della struttura che lo sosteneva.
Alla fine del III secolo il teatro venne abbandonato e in prossimità dell'edificio scenico viene installato un impianto termale. In epoca medioevale le mura cittadine inglobarono il muro di chiusura della parte più alta delle gradinate (summa cavea).
I resti degli antichi edifici sono attualmente visitabili all'interno dell'area archeologica. Vi si accede dalla zona superiore, subito fuori da Porta Fiorentina ed è utilizzato (anche se raramente) nel periodo estivo per rappresentazioni teatrali.
Al teatro romano di Volterra si svolge annualmente il Festival Internazionale, fondato e diretto dall'attore e regista Simone Migliorini e ogni anno una Giuria prestigiosa assegna i premi "Ombra della Sera", a importanti personalità dello spettacolo e della cultura.